# Teleopsis boettcheri
Teleopsis boettcheri är en tvåvingeart som beskrevs av Frey 1928. Teleopsis boettcheri ingår i släktet Teleopsis och familjen Diopsidae. Inga underarter finns listade i Catalogue of Life.